# قناة الفرسان
قناة الفرسان الفضائية هي قناة سعودية شعرية مختصصه بالعرضة الجنوبية وجميع الفنون الشعبية الخاصة بالمنطقة وتقوم القناة بتصوير الحفلات و العرضات وجميع المناسبات الخاصة.
أطلق الشاعر علي البيضاني والشاعر عبد الله الرامي الغامدي القناة الذي سيكون له نصيب الأسد من توجهها، وأكد الرامي على حرصه بأن يظهر التراث بالشكل الذي يليق به وبأهله وبمهنية أكثر بعيدا كل البعد عن الإسفاف والمهاترات التي تعمد لها بعض القنوات الفضائية لاعتقادها بأن ذلك سيجذب لها المتابعين، وذكر أيضا بأن ما يرفع من شأن القناة هو المصداقية في التعامل والطرح واحترام المشاهد وحول منافسة القناة في ظل الانفلات الإعلامي الهائل لقنوات الشعر يقول الرامي أصبح المتابع يعي جيدا ما يشاهده وما يسمعه ويميز الغث من السمين ولا تنطلي عليه أي محاولة لاستغفاله.

## أبرز البرامج
- برنامج فرسان الوطن.